# ケマダラカミキリ
ケマダラカミキリ（毛斑髪切、毛斑天牛  agapanthia daurica又はagapanthia daurica daurica）は甲虫目ハムシ上科カミキリムシ科に分類される甲虫。カミキリムシの一種の種名（agapanthia daurica）であると共に、ケマダラカミキリの一亜種の亜種名（agapanthia daurica daurica）でもある。
↓種名として使用する場合
| \| 界 \| : \| 動物界 Animalia \| \| 門 \| : \| 節足動物門 Arthropoda \| \| 綱 \| : \| 昆虫綱 Insecta \| \| 目 \| : \| 甲虫目 \| \| 上科 \| : \| ハムシ上科 \| \| 科 \| : \| カミキリムシ科 \| \| 種 \| : \| ケマダラカミキリ \| |   |                       |
| 学名 |   |                       |
| Agapanthia daurica |   |                       |
| 和名 |   |                       |
| ケマダラカミキリ |   |                       |
| 界 | : | 動物界 Animalia       |
| 門 | : | 節足動物門 Arthropoda |
| 綱 | : | 昆虫綱 Insecta        |
| 目 | : | 甲虫目                |
| 上科 | : | ハムシ上科            |
| 科 | : | カミキリムシ科        |
| 種 | : | ケマダラカミキリ      |

↓亜種名として使用する場合
| \| 界 \| : \| 動物界 Animalia \| \| 門 \| : \| 節足動物門 Arthropoda \| \| 綱 \| : \| 昆虫綱 Insecta \| \| 目 \| : \| 甲虫目 \| \| 上科 \| : \| ハムシ上科 \| \| 科 \| : \| カミキリムシ科 \| \| 種 \| : \| ケマダラカミキリ \| \| 亜種 \| : \| ケマダラカミキリ（エゾケマダラカミキリ） \| |   |                                          |
| 学名 |   |                                          |
| Agapanthia daurica daurica |   |                                          |
| 和名 |   |                                          |
| ケマダラカミキリ（エゾケマダラカミキリ） |   |                                          |
| 界 | : | 動物界 Animalia                          |
| 門 | : | 節足動物門 Arthropoda                    |
| 綱 | : | 昆虫綱 Insecta                           |
| 目 | : | 甲虫目                                   |
| 上科 | : | ハムシ上科                               |
| 科 | : | カミキリムシ科                           |
| 種 | : | ケマダラカミキリ                         |
| 亜種 | : | ケマダラカミキリ（エゾケマダラカミキリ） |

## 概要
本ページに記載されている、ケマダラカミキリという名詞は、二つの意味を持つ。ケマダラカミキリとは、一つの種類の和名であり、その種の二亜種の中の、北海道亜種の方の和名でもある。誤解しないように注意する必要がある。但し、北海道亜種の亜種名は、エゾケマダラカミキリとも呼ぶ研究家が岩手県にいる。全長は、雄雌でやや大きく差があるものの、20mm前後。中型のカミキリムシ。体は黒色だが、上翅には、灰色や金色の斑点状の毛の紋がたくさんある。
〈亜種名としての説明〉本種のもう一つの亜種であるミチノクケマダラカミキリとの外観の大きな違いはあまり見られない。
成虫は年に1回、4〜7月頃に発生する。詳しい生態については、分かっていない事が多いが、本種の一生は、食草であるハンゴンソウ類、及びその周辺で過ごされるため、生息地から離れる事はまず無い。その為、未だ発見されていないたくさんの生息地でひっそりと本種が繁殖している可能性が高い。詳しい生態は不明なものの、 成虫は4月の下旬〜7月の上旬に見られ、交尾した後、メスはハンゴンソウの茎に産卵する。孵化した幼虫はハンゴンソウの茎内で過ごし、ハンゴンソウの茎を食べて育ち、冬前に、蛹になると思われる。蛹のままで冬を越した（越冬した）本種は、次の年の初夏に羽化し、成虫となると考えられている。本種については、岩手県の昆虫研究家などが詳しい調査等の研究を行なっている。食草はハンゴンソウとされているが、その近縁種でも繁殖が確認されていて、外来種であるオオハンゴンソウで繁殖している生息地がほとんどで、食草のハンゴンソウと共に個体数がもともと少なかった本種が、繁殖力が強く、数の非常に多いオオハンゴンソウを食草とすることで、個体数を増したと思われる。

## 分布
〈亜種名としての説明〉主にユーラシア大陸東部や北海道での分布となっている。本亜種が属する、ケマダラカミキリという種は、二亜種に分類されていて、そのうちの、北海道に生息しているものが、本亜種（ケマダラカミキリ（エゾケマダラカミキリ））、本州に分布しているものが、別亜種（ミチノクケマダラカミキリ）となっている。本亜種は、生息地も多く、分布も広い。一方で、もう一方の亜種（ミチノクケマダラカミキリ）は、岩手県の広範囲、秋田県、新潟県、福島県のいずれも一部地域のみの分布となっている。但し、岩手県以外での確認例は、いずれも数例の為、ほぼ岩手県特産種となっている。又、 岩手県では、県内の広範囲で見られ、個体数もやや多く見られるため、希少種とは言えないようである。

## 保全状況評価
〈亜種名としての説明〉
- 準絶滅危惧種 （環境省レッドリスト）

## 関連
- ミチノクケマダラカミキリ
- エゾケマダラカミキリ